# John A. Betti
John Anso Betti (Ottawa, 6 gennaio 1931) è un politico e dirigente d'azienda statunitense.
È stato vicepresidente esecutivo della casa automobilistica Ford e Sottosegretario alla difesa per l'acquisizione degli Stati Uniti d'America.

## Biografia
Nato da genitori di origine modenese (il padre Luigi e la madre Ida Dallari nacquero entrambi a Maserno di Montese (MO)), nel 1952, prima della fine degli studi di ingegneria, John iniziò la propria carriera alla Chrysler, dove contribuì alla progettazione della prima utilitaria di tale marca, la Valiant. 
Nel 1961 passò alla Ford. Qui, dopo essere diventato ingegnere capo per gli autocarri, nel 1973 venne incaricato di guidare la progettazione di quello che allora era il mezzo più venduto negli States, il pick-up Ford. In seguito venne nominato vicepresidente dello sviluppo della Ford Europa, in particolare del modello Escort.
Nell'agosto del 1989 il presidente degli Stati Uniti, George H. W. Bush lo chiamò a collaborare alla riforma del Ministero della difesa, nominandolo Sottosegretario alla difesa per l'acquisizione e direttore dell'armamento nazionale. Nei 16 mesi in cui rimase sottosegretario, John A. Betti ebbe incarichi nel campo della ricerca, degli acquisti e della logistica. Si occupò inoltre di informazioni e di rapporti con le basi militari. Era considerato in pratica il Numero Tre del dipartimento della difesa statunitense.